# Placówka Straży Granicznej w Elblągu

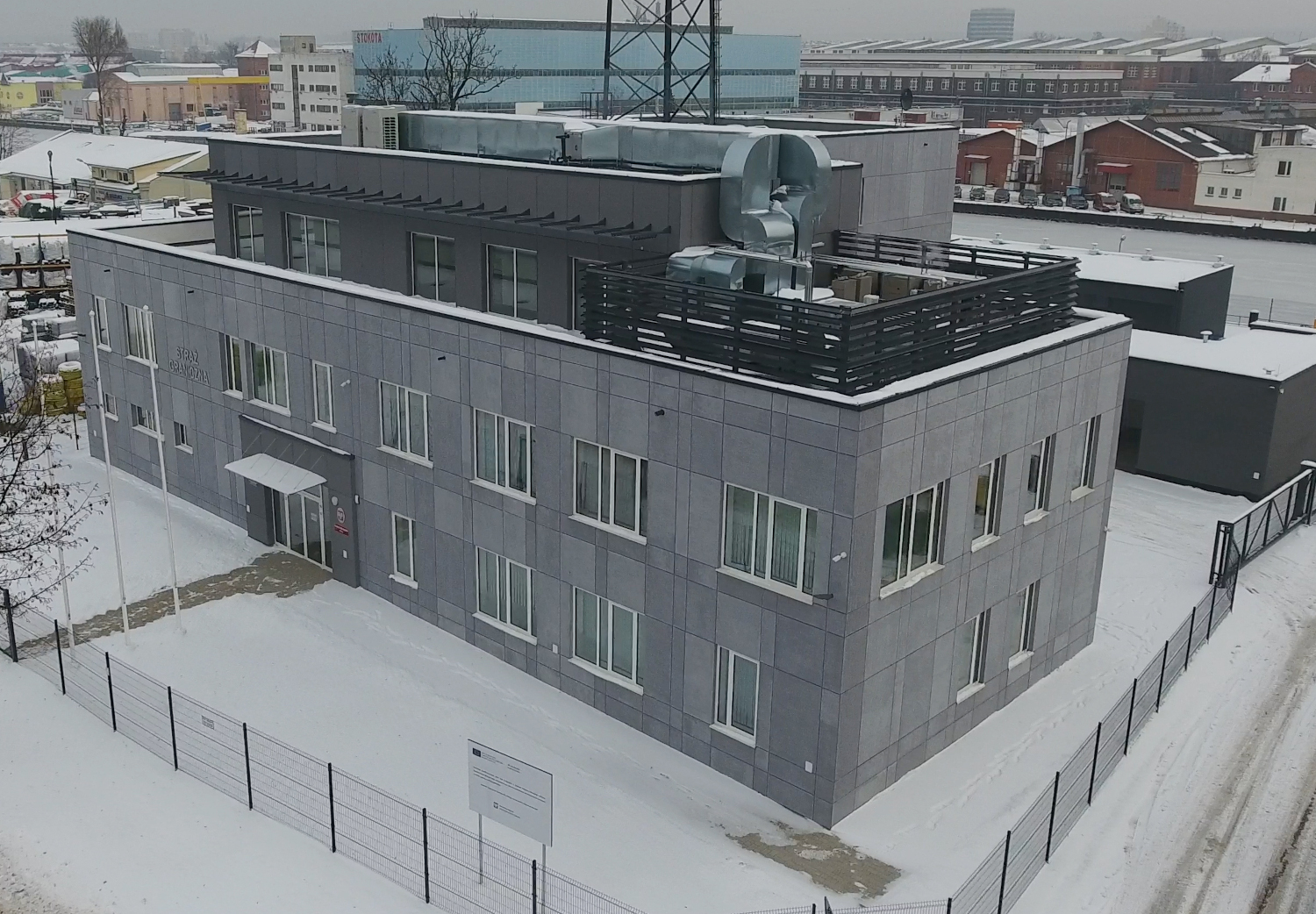
20210121 Placówka Straży Granicznej w Elblągu w nowych budynkach 001

Placówka Straży Granicznej w Elblągu – graniczna jednostka organizacyjna Straży Granicznej realizująca zadania w ochronie granicy państwowej.

## Formowanie i zmiany organizacyjne
Placówka Straży Granicznej w Elblągu (PSG w Elblągu) została powołana 24 sierpnia 2005 roku Ustawą z 22 kwietnia 2005 roku O zmianie ustawy o Straży Granicznej..., w strukturach Morskiego Oddziału Straży Granicznej w Gdańsku z przemianowania dotychczas funkcjonującej Granicznej Placówki Kontrolnej Straży Granicznej w Elblągu (GPK SG w Elblągu).
20 stycznia 2021 roku funkcjonariusze placówki SG w Elblągu przeprowadzili się do nowych obiektów. Roboty budowlane trwały od połowy 2019 roku. Objęły one budowę nowego obiektu i przylegających do niego boksów garażowych z ciągiem pieszym, drogami i miejscami garażowymi. 1 czerwca 2021 roku wyburzono dotychczas użytkowany budynek. W jego miejscu wybudowano kolejne boksy garażowe, w tym dla jednostki pływającej. Dodatkowo powstały tam kojce dla psów służbowych, miejsca parkingowe, a teren i wał przeciwpowodziowy zyskały nowe ogrodzenie wraz z dojściem do pomostu z jednostką pływającą na rzece Elbląg. W budynku przystosowanym dla potrzeb osób niepełnosprawnych funkcjonariusze mają do dyspozycji prawie 2000 m². Oprócz centrum służb dyżurnych znajdują się tam pomieszczenia biurowe, socjalne i magazynowe, a także sala szkoleniowo–konferencyjna. Koszt inwestycji blisko 17 mln złotych.

## Ochrona granicy

### Terytorialny zasięg działania
Stan z 20 stycznia 2021
Zasięg placówki obejmuje miasto Elbląg, powiat elbląski, malborski, kwidzyński, sztumski oraz gminę Frombork.
Stan z 1 marca 2015 
Brzegiem Zalewu Wiślanego na odcinku powiatu elbląskiego i gminy Frombork z powiatu braniewskiego.
Linia rozgraniczenia:
1. Z placówką Straży Granicznej w Braniewie: granicami gmin Frombork oraz Braniewo i Płoskinia[5] .
2. Z Kaszubskim Dywizjonem Straży Granicznej w Gdańsku: wzdłuż wschodniego brzegu Zalewu Wiślanego na odcinku powiatu elbląskiego i gminy Frombork z powiatu braniewskiego.
3. Z placówką Straży Granicznej w Krynicy Morskiej: od brzegu Zalewu Wiślanego granicą gmin Sztutowo i Nowy Dwór Gdański oraz Elbląg i Gronowo Elbląskie.

Poza strefą nadgraniczną obejmuje powiaty:kwidzyński, sztumski, malborski, Elbląg (m.p.), z powiatu elbląskiego gminy: Godkowo, Gronowo Elbląskie, Elbląg, Markusy, Milejewo, Młynary, Pasłęk, Rychliki.

### Podległe przejścia graniczne
Stan z 27 października 2021
- Elbląg (morskie)
- Frombork (morskie).

## Komendanci placówki
- ppłk SG Cezary Bogdański (był w 2012)[6]
- mjr/ppłk SG Arkadiusz Kulik (2011–2017)[7]
- ppłk SG Janusz Śliwiński (2017–27.02.2018)[8]
- p.o mjr SG Dariusz Gocek (od 28.02.2018 - 16.05.2018)[8]
- p.o mjr SG Marek Zacharski (17.05.2018 - 14.06.2018)
- kmdr ppor. SG Zbigniew Lenart (15.06.2018[9]– 31.03.2023)[1]
- ppłk SG Marek Zacharski (01.04.2023 - obecnie )